# Ksar Ifegh
Ksar Ifegh est un ksar marocain de la commune rurale d'Aghbalou N'kerdous, dans la province d'Errachidia et la région de Meknès-Tafilalet, au sud de la ville d'Errachidia.
La construction du barrage Timkit, prévu pour être opérationnel avant 2015, a été lancée à son niveau fin 2009 sur l'oued Ifegh ; ce barrage doit servir à une meilleure alimentation en eau agriculture locale et à la préservation de la palmeraie de Tinjdad,.